# Talata Mafara
Talata Mafara es una localidad del estado de Zamfara, en Nigeria, con una población estimada en marzo de 2016 de 297 000 habitantes.
Se encuentra ubicada al noroeste del país, en la cuenca hidrográfica del río Sokoto —un afluente del río Níger— y cerca de la frontera con Níger.